# Samantha Carterová
Samantha „Sam“ Carterová je fiktivní postava sci-fi seriálů Hvězdná brána, Hvězdná brána: Atlantida a Hvězdná brána: Hluboký vesmír a filmů Hvězdná brána: Archa pravdy a Hvězdná brána: Návrat. Její roli představuje anglická herečka Amanda Tapping.
Samantha Carterová je astrofyzička, inženýrka a pilotka a je bývalou velitelkou Expedice Atlantis.

## Životopis

### Pozadí
Narodila se 29. prosince 1968 jako dcera generála Jacoba Cartera. Má bratra Marka, který je ženatý a má děti. Její matka zemřela při autonehodě. Dva roky pracovala v Pentagonu. K projektu Hvězdné brány se přidala roku 1992. Vytvořila program pro počítačové rozhraní brány.

### 1997
Rok po první misi na Abydos se kapitán Carterová v epizodě Děti bohů jako expert na Hvězdnou bránu připojila k plukovníkovi Jackovi O'Neillovi a nově vytvořenému týmu SG-1. Na Abydosu se setkala s Danielem Jacksonem a prozkoumala zde kartuši. Zjistila tak, že v galaxii existuje síť Hvězdných bran.
Spolu se zbytkem týmu a Dr. Jacksonem se vrátila na Zemi poté, co Goa'uld Apophis napadl Abydos Hvězdnou branou. Poté, co získal tým adresu na Chulak, byla přidělena k týmu SG-1. Na Chulaku byla spolu s týmem zajata. S pomocí Teal'ca unikla a vrátila se na Zemi.
Carterová byla emocionálně vázána na malou dívku, Cassandru z planety Hanka, jejíž lidská populace byla zničena goa'uldem Nirty.

### 1998
V epizodě Při výkonu služby se stala hostitelkou Tok'ry Jolinar, když pomáhala evakuovat Nasyany pod útokem Goa'uldů. Tok'ra (symbiont) Jolinar byla poté zabita Askrakem.
V epizodě Tok'rové s pomocí paměti Jolinar kontaktuje Tok'ry. Nabídne svému otci Jacobu Carterovi, který umírá na rakovinou, spojení s Tok'rou Selmak a také se spřátelí s Martoufem.

### 1999
V epizodě Mírová konference je povýšena do hodnosti majora. S pomocí vzpomínek Tok'ry Jolinar zachrání svého otce Jacoba Cartera ze Sokarova zajetí na Netu, měsíci v podobě pekla.

## Epizody

### Hvězdná brána
- Děti bohů
- Při výkonu služby hostitelkou Tok'ry Jolinar
- Osamění druhá Hvězdná brána na Zemi
- Tok'rové kontakt s Tok'ry
- Vzpomínky Jolinar
- Vyhánění čerta ďáblem
- Povznesení